# Фулга (комуна)
Фулга (рум. Fulga) — комуна у повіті Прахова в Румунії. До складу комуни входять такі села (дані про населення за 2002 рік):
- Фулга-де-Жос (1755 осіб) — адміністративний центр комуни
- Фулга-де-Сус (2127 осіб)

Комуна розташована на відстані 56 км на північний схід від Бухареста, 33 км на схід від Плоєшті, 138 км на південний захід від Галаца, 107 км на південний схід від Брашова.

## Населення
За даними перепису населення 2002 року у комуні проживали 3882 особи. Усі жителі комуни рідною мовою назвали румунську. За віросповіданням усі жителі комуни — православні.
Національний склад населення комуни:
| Національність | Кількість осіб | Відсоток |
| -------------- | -------------- | -------- |
| румуни         | 3870           | 99,7%    |
| цигани         | 12             | 0,3%     |